# Richard Christopher Carrington
Richard Christopher Carrington, född 26 maj 1826 i Chelsea i London, död 27 november 1875, var en engelsk astronom.

## Verksamhet
Carrington var 1849–1851 anställd vid observatoriet i Durham där han 28 juli 1851 observerade den totala solförmörkelsen. Han byggde därefter ett privatobservatorium i Redhill där han framför allt riktade in sig på cirkumpolära stjärnor och solfläckar. Dessa observationer publicerades i en katalog över 3 735 cirkumpolarstjärnor (1857) samt i ett arbete som omfattade samtliga solfläcksobservationer mellan 1853 och 1861. Carrington blev Fellow of the Royal Society 1860. 

## Utmärkelser
Carrington tilldelades Royal Astronomical Societys guldmedalj 1859 och Lalandepriset 1864.